# Conclave de 1378

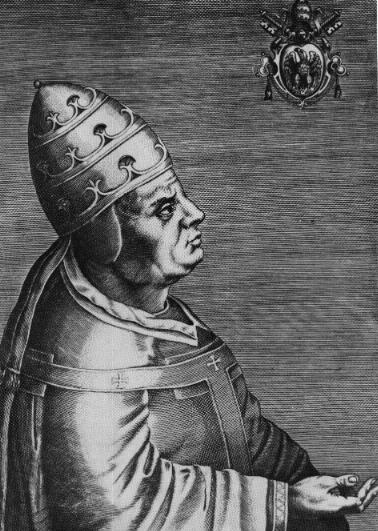
Les premières mesures du pape Urbain VI renforcèrent les doutes des cardinaux français après son élection.

Le conclave papal de 1378 est l'événement déclencheur du grand Schisme d'Occident de l'Église catholique romaine. Ce conclave, convoqué à la mort du pape Grégoire XI, fut l'un des plus courts de l'histoire de l'Église catholique. Depuis 1159, ce conclave est également le premier à avoir lieu au Vatican, dans l'antique basilique Saint-Pierre (les élections et conclaves ayant eu lieu à Rome avant la papauté d'Avignon s'étant déroulés principalement en la basilique Saint-Jean de Latran).
Le pape Grégoire XI meurt le 26 mars 1378 à Rome, ayant fait le déplacement depuis Avignon pour manifester son intérêt pour les territoires faisant partie des États pontificaux pendant la guerre des Huit Saints. Bien que les cardinaux français représentent une majorité des membres du Sacré-Collège, le siège de la papauté se trouvant à Avignon, ils finirent par accéder à la volonté du peuple de Rome qui réclamait l'élection d'un souverain pontife italien. Le sixième et dernier non-cardinal à être élu pape, Bartolommeo Prignano, prit le nom d'Urbain VI.

## Déroulement du conclave

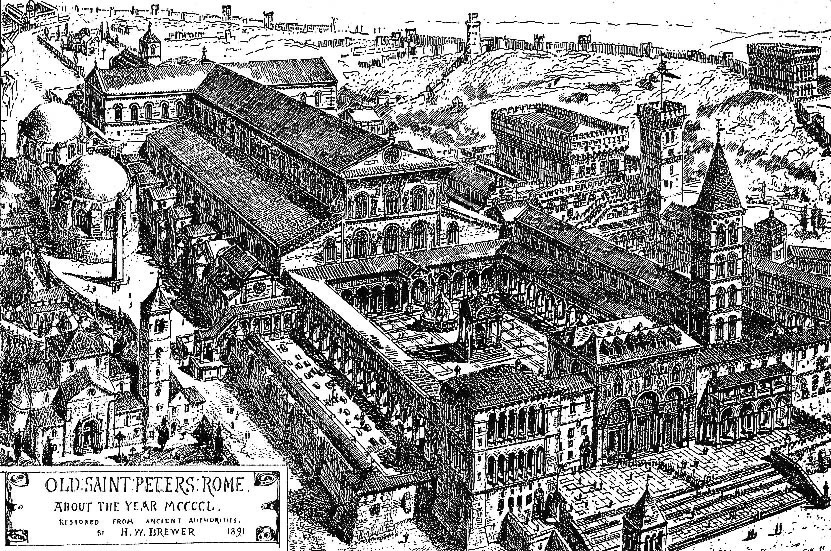
Le conclave fut le premier à avoir lieu en l'antique basilique vaticane.

Avant sa mort, le pape Grégoire XI allégea de manière substantielle les règles du conclave : il donna pour instruction aux cardinaux de commencer à se réunir immédiatement après sa mort (plutôt que d'attendre neuf jours tel que prescrit dans l'Ordo Romanis) afin d'éviter toute « coercition factieuse », il donna la permission aux cardinaux de tenir le conclave en dehors de Rome et de changer de lieu chaque fois que cela serait nécessaire, enfin il supprima la majorité des deux-tiers des voix requise pour toute élection par « la plus grande part », une formule ambiguë.
Le Collège des cardinaux était divisé en trois camps : le premier était composé des quatre cardinaux italiens (deux Romains, un Florentin et un Milanais), le deuxième camp était composé des sept cardinaux de Limoges (le parti « Limousin »), et le troisième camp était constitué des cinq cardinaux français restants. Le début du conclave fut retardé d'un jour en raison d'un violent orage. Puis, les sept cardinaux « Limousins » émirent le souhait de quitter Rome, comme Grégoire XI le leur avait autorisé, mais ils en furent dissuadés par d'autres cardinaux qui réussirent à les convaincre qu'un tel acte placerait le Collège face à un danger plus grand encore. Il était minuit, deux jours après la mort du pape, lorsque les serviteurs des cardinaux parvinrent à vider l'antique basilique vaticane des personnes non autorisés à participer au conclave.
Selon la Catholic Encyclopedia, même Robert de Genève (futur antipape Clément VII) et Pedro Martínez de Luna y Gotor (futur antipape Benoît XIII)— deux partisans de la papauté d'Avignon pendant le Grand Schisme qui suivit— votèrent pour Prignano. Prignano avait, par le passé, vécu en France, ce qui atténuait les craintes liées à son élection chez un certain nombre de cardinaux français. Il fut rapporté que l'élection avait été « unanime », à l'exception du  cardinal Orsini, qui déclara qu'il n'avait pas été « libre » de son vote.
Prignano fut accompagné par plusieurs prélats (afin de ne pas dévoiler l'identité de l'élu) au Vatican où il accepta son élection. Pour rajouter à la confusion, Orsini prononça la formule latine consacrée Habemus Papam sans identifier Prignano comme étant l'élu.
Une fois l'élection achevée, le peuple de Rome entra dans le site du conclave, et, apercevant le vieux cardinal romain Tebaldeschi paré des insignes pontificales, pensa qu'il avait été élu. Les cardinaux encore présents ne prirent pas la peine de démentir cette impression fausse et fuirent se mettre à l'abri dans leurs quartiers personnels. Le cardinal Tebaldeschi informa alors la foule de l'élection de Prignano qui se cachait dans la « pièce la plus secrète » jusqu'à ce que son élection puisse être annoncée.

## Cardinaux électeurs
Seize des vingt-trois cardinaux en vie prirent part au conclave. Deux autres cardinaux—Piero Tornaquinci et Pietro Tartaro—ne furent pas acceptés au sein du Collège pour prendre part à l'élection. Six cardinaux restèrent à Avignon, et Jean de La Grange fut également absent.
| Cardinal                                  | Nationalité     | Titre cardinalice                            | Date d'élévation  | Élévateur   | Autres titres ecclésiastiques             | Notes                      |
| ----------------------------------------- | --------------- | -------------------------------------------- | ----------------- | ----------- | ----------------------------------------- | -------------------------- |
| Pietro Corsini                            | Florentin       | Cardinal-évêque de Porto e Santa Rufina      | 7 juin 1370       | Urbain V    | Vice-doyen du Sacré Collège des cardinaux |                            |
| Jean de Cros                              | Français        | Cardinal-évêque de Palestrina                | 30 mai 1371       | Grégoire XI | Grand pénitent                            | Cardinal-neveu             |
| Guillaume d'Aigrefeuille le Jeune, O.S.B. | Français        | Cardinal-prêtre de S. Stefano al Monte Celio | 12 mai 1367       | Urbain V    | Camerlingue du Sacré Collège              |                            |
| Francesco Tebaldeschi                     | Romain          | Cardinal-prêtre de S. Sabina                 | 22 septembre 1368 | Urbain V    |                                           |                            |
| Bertrand Lagier, O.F.M.                   | Français        | Cardinal-prêtre de S. Cecilia                | 30 mai 1371       | Grégoire XI |                                           |                            |
| Robert de Genève                          | comté de Savoie | Cardinal-prêtre de Ss. XII Apostoli          | 30 mai 1371       | Grégoire XI |                                           | Futur antipape Clément VII |
| Simone da Borsano                         | Milanais        | Cardinal-prêtre de Ss. Giovanni e Paolo      | 20 décembre 1375  | Grégoire XI |                                           |                            |
| Hugues de Montelais, le jeune             | Français        | Cardinal-prêtre de Ss. IV Coronati           | 20 décembre 1375  | Grégoire XI |                                           |                            |
| Gui de Maillesec                          | Français        | Cardinal-prêtre de S. Croce in Gerusalemme   | 20 décembre 1375  | Grégoire XI |                                           | Cardinal-neveu             |
| Pierre de Sortenac                        | Français        | Cardinal-prêtre de S. Lorenzo in Lucina      | 20 décembre 1375  | Grégoire XI |                                           |                            |
| Gérard du Puy, O.S.B.                     | Français        | Cardinal-prêtre de S. Clemente               | 20 décembre 1375  | Grégoire XI |                                           | Cardinal-neveu             |
| Giacomo Orsini                            | Romain          | Cardinal-diacre de S. Giorgio in Velabro     | 30 mai 1371       | Grégoire XI |                                           |                            |
| Pierre Flandrin                           | Français        | Cardinal-diacre de S. Eustachio              | 30 mai 1371       | Grégoire XI | Vicaire de Rome                           |                            |
| Guillaume Noellet                         | Français        | Cardinal-diacre de S. Angelo in Pescheria    | 30 mai 1371       | Grégoire XI |                                           |                            |
| Pierre de la Vergne                       | Français        | Cardinal-diacre de S. Maria in Via Lata      | 30 mai 1371       | Grégoire XI |                                           |                            |
| Pedro Martínez de Luna y Gotor            | Aragonais       | Cardinal-diacre de S. Maria in Cosmedin      | 20 décembre 1375  | Grégoire XI |                                           | Futur antipape Benoît XIII |

### Cardinaux absents du conclave
| Cardinal                     | Nationalité | Titre cardinalice                      | Date d'élévation  | Élévateur   | Autres titres ecclésiastiques                                                    | Notes                           |
| ---------------------------- | ----------- | -------------------------------------- | ----------------- | ----------- | -------------------------------------------------------------------------------- | ------------------------------- |
| Pierre de Monteruc           | Français    | Cardinal-prêtre de S. Anastasia        | 23 décembre 1356  | Innocent VI | Vice-chancelier de la Sainte Église catholique; cardinal protoprêtre             | Resté à Avignon; Cardinal-neveu |
| Jean de Blauzac              | Français    | Cardinal-évêque de Sabina              | 17 septembre 1361 | Innocent VI |                                                                                  | Resté à Avignon                 |
| Gilles Aycelin de Montaigut  | Français    | Cardinal-évêque de Frascati            | 17 septembre 1361 | Innocent VI |                                                                                  | Resté à Avignon                 |
| Hugues de Saint-Martial      | Français    | Cardinal-diacre de S. Maria in Portico | 17 septembre 1361 | Innocent VI | Protodiacre; archiprêtre de la Basilique Saint-Pierre                            | Resté à Avignon                 |
| Anglic de Grimoard, C.R.S.A. | Français    | Cardinal-évêque d'Albano               | 18 septembre 1366 | Urbain V    | Doyen du Collège des cardinaux; archiprêtre de la basilique Saint-Jean de Latran | Resté à Avignon, cardinal-neveu |
| Guillaume de Chanac, O.S.B.  | Français    | Cardinal-prêtre de S. Vitale           | 30 mai 1371       | Grégoire XI |                                                                                  | Resté à Avignon                 |
| Jean de la Grange, O.S.B.    | Français    | Cardinal-prêtre de S. Marcello         | 20 décembre 1375  | Grégoire XI |                                                                                  | Légat du pape en Toscane        |

## Conséquences du conclave

Carte montrant en faveur d'Avignon (rouge) et de Rome (bleu) pendant le Grand Schisme d'Occident ; ces lignes de démarcation restent valables jusqu'au concile de Pise (1409), qui vit l'émergence d'un troisième camp.

Au mois de septembre suivant, les cardinaux français se réunirent à nouveau à Avignon, se déplacèrent à Fondi, et élurent l'antipape Clément VII, qui obtint le soutien de treize cardinaux-électeurs (à l'époque, le Collège comptait vingt-deux membres après le décès de Francesco Tebaldeschi).

## Sources
L'une des principales sources est l'inquisiteur Nicolas Eymerich qui fut l'un des témoins du conclave, et qui par la suite rédigera l'un des premiers tracts à l'encontre d'Urbain VI, Tractatus de potestate papali (1383), en faveur de la légitimité d'Avignon en tant que siège de la papauté. Plusieurs autres témoignages de l'époque mentionnent l'appel du peuple de Rome : « Nous voulons un Romain ou au moins un Italien » (italien : Romano lo volemo, o al manco Italiano). Un document contemporain intitulé Factum Urbani atteste l'atmosphère générale de confusion, de peur et de panique qui régnait à l'époque. Ainsi, Gilles de Bellemère, évêque du Puy-en-Velay, écrit qu'il fut obligé de retirer son aube par peur de la foule, et se souvient du tintement permanent des cloches.
Des sources pro-urbaines—telles que Alfonso de Jaén, le confesseur de Brigitte de Suède, de sa fille Catherine et de Dietrich de Nieheim—affirment que la situation à Rome était moins agitée. Les différences marquées entre les différentes sources peuvent s'expliquer par le fait que la contrainte (prétendue ou réelle) exercée par la foule soit devenue le principal argument en faveur de la légitimité de la papauté d'Avignon.